# St Marys Association Football Club
Il  St Marys Association Football Club è una società calcistica di Douglas, Isola di Man. Milita nella Premier League, la massima divisione del campionato nazionale.

## Palmarès

### Campionato
- Division One (4): 1928-29, 1995-96, 1997-98, 2002-03
- Division Two (2): 1988-89, 1990-91

### Coppe
- Manx FA Cup (7): 1912-13, 1993-94, 1994-95, 1997-98, 2000-01, 2001-02, 2006-07
- Hospital Cup (5): 1995-96, 1997-98, 1999-00, 2001-02, 2002-03
- Railway Cup (4): 1994-95, 1996-97, 1997-98, 2000-01
- Paul Henry Gold Cup (1): 1990-91